# Ворнишел, Дмитрий Владимирович
Дми́трий Во́рнишёл (рум. Dmitri Vornişel; род. 2 февраля 1990, Тирасполь, Молдавская ССР, СССР) — молдавский футболист, нападающий.

## Карьера
Дмитрий Ворнишел начал профессиональную карьеру в клубе «Шериф» из родного города Тирасполь в 2008 году. 1 февраля 2009 года официально стал игроком другого тираспольского клуба с одноимённым названием «Тирасполь». Начав играть за данный клуб, был вызван в молодёжную сборную Молдавии на матчи отборочного турнира к Чемпионату Европы среди молодёжных команд.
14 октября 2009 года, в рамках отборочного турнира к Чемпионату Европы среди молодёжных команд, забил гол в матче с молодёжной сборной России, который закончился со счётом 1:3. 7 сентября 2010 года забил свой второй мяч за молодёжную сборную в рамках данного отборочного турнира в ворота молодёжной сборной Латвии. Матч закончился со счётом 1:1.
В 2012 году выступал за клуб «Искра-Сталь» из города Рыбница.
Перед началом сезона 2012/13, перебрался в стан футбольного клуба «Саксан» из города Чадыр-Лунга.